# Heinz Adler (Offizier)
Reinhold Heinz Adler (* 9. Dezember 1918 in Dresden; † 6. August 1997 in Münster) war ein deutscher Offizier und zuletzt als Brigadegeneral des Heeres der Bundeswehr zwischen 1972 und 1977 Kommandeur des Artilleriekommandos 1 in Münster.

## Leben
Heinz Adler trat nach dem Abitur am 2. November 1937 als Fahnenjunker in das Artillerie-Regiment 4 der 4. Infanterie-Division der Wehrmacht in Dresden ein. Vom 15. November 1938 an war er an der Kriegsschule Hannover und wurde später Batterieoffizier im Artillerie-Regiment 4. Am 1. September 1939 war er zum Leutnant befördert worden. Mit der gleichen Aufgabe kam er als Batterieoffizier am 9. August 1940 zum Panzerartillerie-Regiment 119. Anfang 1941 war er hier bis August 1941 Abteilungsadjutant und anschließend Batterieführer. In dieser Position wurde er am 1. Oktober 1941 Oberleutnant. Ende des gleichen Jahres wurde er verwundet und lag bis Februar 1942 in einem Lazarett. Vom 2. März 1942 bis 31. Dezember 1943, ab 1. September 1943 zum Hauptmann befördert, war er Ausbildungsoffizier und Hörsaalleiter an der Artillerieschule Jüterbog sowie an der Artillerieschule in Groß Born. Anfang 1944 kam er als Abteilungsführer zurück zum Panzerartillerie-Regiment 119 und blieb dies bis 17. Dezember 1944. Ab dem 8. Dezember 1944 hatte er bis 15. Januar 1945 eine Generalstabsvorausbildung als Adjutant beim III./Panzergrenadier-Regiment 111 absolviert und war anschließend im gleichen Ausbildungsstrang bis Kriegsende Erster Ordonnanzoffizier der 11. Panzer-Division geworden.
Vom 1. Mai 1945 bis 8. Juni 1945 befand er sich in amerikanischer Kriegsgefangenschaft. Anschließend war er bis Jahresende Angestellter im Landratsamt Kötzing. Bis 31. Juli 1953 war er Leiter des Flüchtlings- und Wohnungsamtes und war erst bis 15. März 1954 stellvertretender Leiter des Ausgleichamtes und dann bis 31. März 1958 Leiter des Ausgleichamtes.
Am 1. April 1958 wurde Adler in das Heer der Bundeswehr übernommen und versah zunächst Dienst als Batteriechef I./Feldartilleriebataillon 115. Dies blieb er bis 30. Juni 1959 und wurde dann, ab 1. Juni 1960 als Major, stellvertretender Kommandeur des Feldartillerie-Bataillons 41 in Landshut beim Artillerieregiment 4, was er bis 28. Februar 1962 blieb. Vom 5. Januar 1960 bis 28. Februar 1960 hatte er einen Stabsoffizierlehrgang und vom 6. Juni 1961 bis 14. Juli 1961 einen Bataillonsführerlehrgang besucht.
Ab 1. März 1962 war er als Inspektionschef des Fähnrichlehrgangs an der Artillerieschule in Idar-Oberstein und wurde am 31. Mai 1963 zum Oberstleutnant befördert. Als Nachfolger von Oberstleutnant Eberhard Honecker wurde er am 1. Juli 1964 Kommandeur des Feldartillerielehrbataillons 310 (FArtLehrBtl 310) in Idar-Oberstein, das im Oktober 1965 nach Kusel in die Unteroffizier-Krüger-Kaserne verlegt wurde. Kurz darauf wurde er am 1. Juli 1966 als Kommandeur des Feldartillerielehrbataillons 310 von Major Wolfgang Mika abgelöst, während er Kommandeur des Raketenartilleriebataillons 42 (RakArtBtl 42) in der General-von-Steuben-Kaserne in Hemau wurde. Er war ferner ab 1. Oktober 1969 Kommandeur des Artillerieregiments 2 (ArtRgt 2) in der Lüttich-Kaserne in Kassel und behielt dieses Kommando bis zu seiner Ablösung durch Oberst Jobst von Capelle am 1. Oktober 1972. In dieser Position war er am 18. Dezember 1969 zum Oberst befördert worden.
In der Kabinettssitzung der Bundesregierung vom 23. August 1972 wurde seiner Beförderung zum Brigadegeneral zugestimmt. Am 1. Oktober 1972 übernahm Adler als Nachfolger von Brigadegeneral Fritz Vogelsang den Posten als Kommandeur des Artilleriekommandos 1 in Münster und verblieb auf diesem Posten bis zum 30. September 1977, woraufhin abermals Brigadegeneral Jobst von Capelle seine Nachfolge antrat. Am 13. Oktober 1976 wurde ihm das Bundesverdienstkreuz am Bande verliehen.
Am 30. September 1977 trat Brigadegeneral Adler in den Ruhestand.